# Canon de la messe

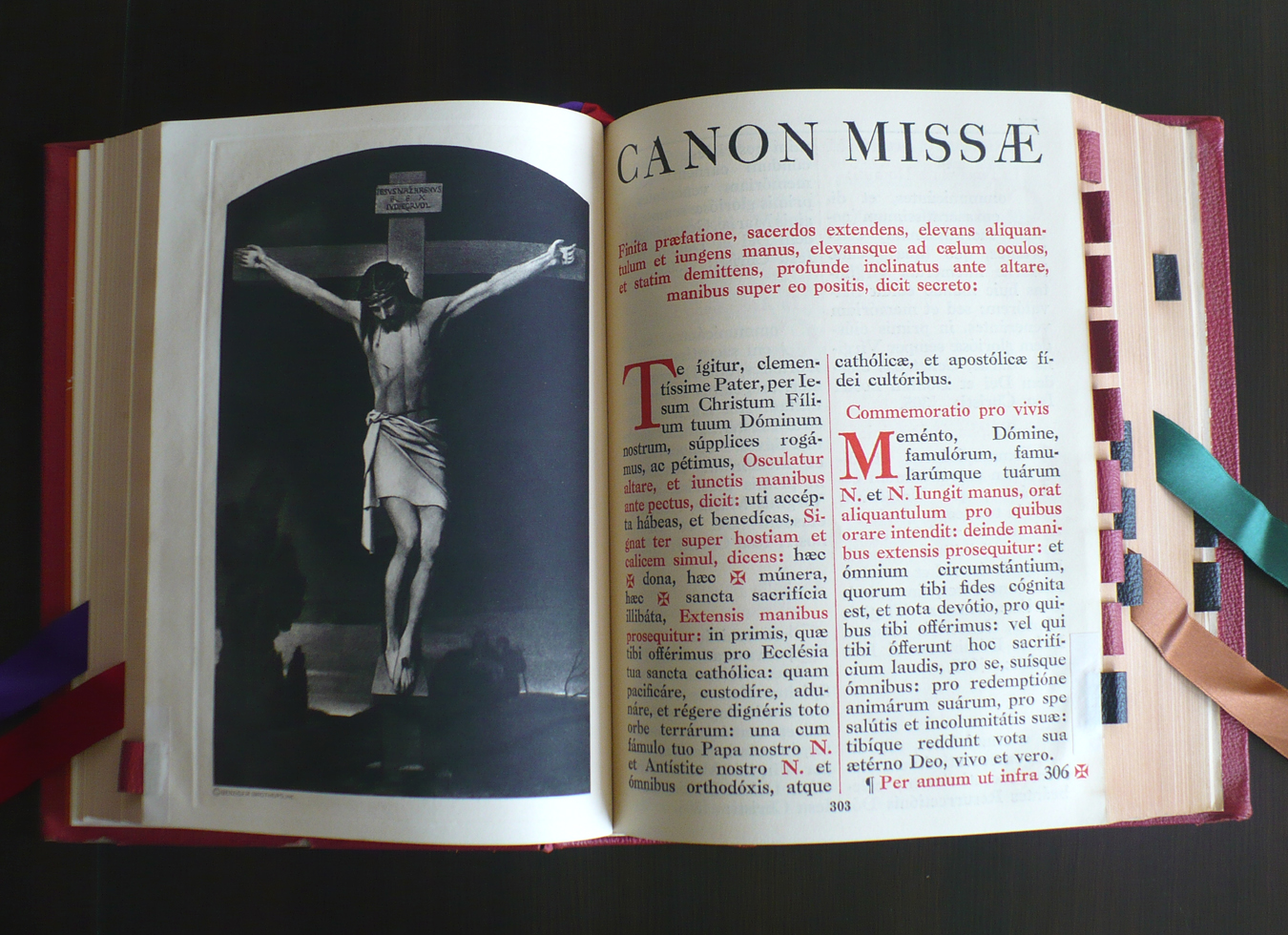
Missel romain

Le canon de la messe (en latin : Canon Missæ, Canon Actionis) est la partie de la messe selon le rite romain de l'Église catholique qui commence après le sanctus avec les mots Te igitur et qui finit par la prière Per ipsum selon le missel romain, par la première édition type du pape Pie V en 1570 jusqu'à celle du pape Jean XXIII en 1962. On l'appelle aussi canon romain.

## Diverses éditions
Toutes les éditions précédant celle de 1962 placent la mention Canon Missae en tête de chaque page à partir de ce moment jusqu'à la fin de la messe ; celle de 1962 ne le fait que jusqu'à la page qui précède le Pater Noster (Notre Père) et place le titre Ordo Missæ sur les pages suivantes.
Avant 1962, il y avait des opinions divergentes sur le moment où le canon de la messe prenait fin. Certains considéraient qu'il se terminait à l'endroit indiqué dans le missel romain de 1962, les autres à l'endroit indiqué dans les précédentes éditions à partir de 1570 (la fin de la messe), et d'autres à la conclusion de l'embolisme (Libera nos…) qui se développe sur la demande finale du Pater Noster (…sed libera nos a malo.).
Les éditions du missel romain publiées depuis 1970 utilisent le terme « canon romain » de la première de ses quatre prières eucharistiques, et placent les mots Prex Eucharistica avant le dialogue qui précède la préface et la nouvelle rubrique Ritus communionis avant l'introduction du Pater Noster.